# Christopher Moore
Christopher Moore (* 1. ledna 1957, Toledo, Ohio) je americký spisovatel komické fantasy. K roku 2011 napsal jedenáct románů, z nichž se některé staly mezinárodními bestsellery.

## Životopis
Narodil se roku 1957 v Toledu ve státě Ohio a vyrůstal v Mansfieldu, Ohio. Jeho otec byl dálniční policista a matka prodávala v obchodním domě. Navštěvoval Ohijskou státní univerzitu a Brooks Institut fotografie v Santa Barbaře v Kalifornii.
Od dětství rád četl a otec mu každý týden přinášel spoustu knih z knihovny. Začal psát kolem dvanácti let, a od šestnácti let začali brát vážně jeho psaní i rodiče. Když mu bylo 19 let, přestěhoval se do Kalifornie, kde žil na centrálním pobřeží až do roku 2003, kdy se přestěhoval na Havaj. Mezi jeho záliby, kromě psaní, patří např. potápění a fotografování.
Od června 2006, žije střídavě v kalifornském San Franciscu a na ostrově Kauai na Havaji.
Před zveřejněním jeho první román Practical demonkeeping v roce 1992, pracoval jako pokrývač, prodavač v obchodě, noční hlídač v hotelu, číšník, fotograf a pojišťovací makléř a všechny tyto zkušenosti mu pomohly vytvářet postavy v jeho knihách.
Jeho romány ovlivnili spisovatelé jako John Steinbeck (humanismus) a Kurt Vonnegut (smysl pro absurditu).
Moore má charakteristický pohled na svět, nahodilost života ho současně děsí i baví. V jeho knihách se střetávají různé postavy prostřednictvím nadpřirozených nebo mimořádných okolností.

## Dílo
- Seznam děl v Souborném katalogu ČR, jejichž autorem nebo tématem je Christopher Moore
- Practical Demonkeeping (1992)
- Coyote Blue (1994)
  - česky Kojotí stesk (překlad Soňa Tobiášová, Talpress 1998)
- Bloodsucking Fiends: A Love Story (1995)
- Island of the Sequined Love Nun (1997)
  - česky Ostrov lásky (překlad Eva Konečná, Alpress 1998)
- The Lust Lizard of Melancholy Cove (1999)
- Lamb: The Gospel According to Biff, Christ's Childhood Pal (2002)
- Fluke, or, I Know Why the Winged Whale Sings (2003)
- The Stupidest Angel: A Heartwarming Tale of Christmas Terror (2004)
  - česky Nejhloupější anděl (překlad Tomáš Jeník, BB/art 2006)
- A Dirty Job (2006)
  - česky Špinavá práce (překlad Tomáš Jeník, BB/art 2007)
- You Suck: A Love Story (2007)
- Fool (2009)
- Bite Me: A Love Story (2010)